# M.C. Reynolds
Mack Charles Reynolds, detto M.C. (Mansfield, 11 febbraio 1935 – Shreveport, 8 settembre 1991), è stato un giocatore di football americano statunitense che ha militato nel ruolo di quarterback nella National Football League e nella American Football League (AFL).

## Carriera
Reynolds al college giocò a football con gli LSU Tigers. Nel 1958 debuttò nella NFL con i Chicago Cardinals con cui disputò due stagioni. Nel 1960 disputò la sua ultima stagione nella NFL con i Washington Redskins. Nel 1961 disputò tre gare come titolare per i Buffalo Bills della AFL e in quella stagione fu l'unico quarterback della squadra ad avere un record positivo (2-1) e a passare oltre 1.000 yard. Nel 1962 passò agli Oakland Raiders con cui disputò una partita completando 2 passaggi su 5 per 23 yard. Chiuse la carriera con i Saskatchewan Roughriders della Canadian Football League nel 1963.